# Cochylimorpha ignicolorana
Cochylimorpha ignicolorana is een vlinder uit de familie bladrollers (Tortricidae). De wetenschappelijke naam is voor het eerst geldig gepubliceerd in 2001 door Junnilainen & K. Nupponen.
De soort komt voor in Europa.